# Gian-Paolo Biasin
Gian-Paolo Biasin  (* 7. November 1933 in Reggio nell’Emilia; † 24. August 1998 in Berkeley) war ein US-amerikanischer Romanist, Italianist und Literaturwissenschaftler italienischer Herkunft.

## Leben und Werk
Biasin studierte Jura an der Universität Modena und schloss 1956 ab. Über ein Fulbright-Stipendium kam er in die Vereinigten Staaten und machte an der Maxwell School der Syracuse University den Master in Politischer Wissenschaft mit der Arbeit Four modern Italian jurists. Their legal and political concepts. Dann schwenkte er zur Literaturwissenschaft über und promovierte 1964 an der Johns Hopkins University in Baltimore mit der Arbeit Lo straniero sulle colline. Cesare Pavese (erschienen übersetzt u. d. T. The Smile of the Gods. A Thematic Study of Cesare Pavese's Work, Ithaca, NY 1968).  Von 1964 bis 1973 lehrte er an der Cornell University (zuerst als Assistant Professor, ab 1967 als Associate Professor), von 1973 bis 1981 als Professor für Italienisch und Vergleichende Literaturwissenschaft an der University of Texas at Austin und schließlich ab 1981 als Professor für Italienisch an der University of California at Berkeley.

## Weitere Werke
- (Übersetzer) Hans J. Morghentau, Lo scopo della politica americana, Bologna 1962
- Literary Diseases. Theme and Metaphor in the Italian Novel, Austin 1975 (italienisch: Malattie letterarie, Mailand 1976)
- (Hrsg. mit Glauco Cambon) A homage to Ugo Foscolo in the bicentennial of his birth, in: Forum Italicum 12, 1978
- Icone italiane, Rom 1983 (englisch: Italian Literary Icons, Princeton, NJ 1985)
- Il vento di Debussy. La poesia di Montale nella cultura del Novecento, Bologna 1985 (englisch: Montale, Debussy, and Modernism, Princeton, NJ 1989)
- (Hrsg. mit Albert N. Mancini und Nicolas J. Perella) Studies in the italian Renaissance. Essays in memory of Arnolfo B. Ferruolo, Neapel 1985
- (Hrsg. mit Nicolas J. Perella) Pirandello 1986. Atti del Simposio internazionale. Università di California, Berkeley, 13-15 marzo 1986, Rom 1987
- I sapori della modernità. Cibo e romanzo, Bologna 1991 (englisch: The Flavors of Modernity. Food and the Novel, Princeton, NJ 1993)
- Le periferie della letteratura. Da Verga a Tabucchi, Ravenna 1997
- (Hrsg. mit Manuela Gieri) Luigi Pirandello. Contemporary perspectives, Toronto 1999